# دانهوستیل کپنهاگ
دانهوستیل کپنهاگ (به لاتین: Danhostel Copenhagen City) یک ساختمان بلندمرتبه و مسافرخانه در دانمارک است که در Copenhagen Municipality واقع شده‌است.